# أنتوني ستيوارت (لاعب هوكي الجليد)
أنتوني ستيوارت هو لاعب هوكي الجليد كندي، ولد في 5 يناير 1985 في لاسال في كندا.

## وصلات خارجية
- أنتوني ستيوارت على موقع دوري الهوكي الوطني (الإنجليزية)
- أنتوني ستيوارت على موقع قاعة مشاهير الهوكي (لاعب أن.إتش.أل) (الإنجليزية)
- أنتوني ستيوارت على موقع دوري الهوكي للقارات (الإنجليزية)
- أنتوني ستيوارت على موقع EliteProspects.com (الإنجليزية)
- أنتوني ستيوارت على موقع Eurohockey.com (الإنجليزية)
- أنتوني ستيوارت على موقع HockeyDB.com (الإنجليزية)
- أنتوني ستيوارت على موقع Hockey-Reference.com (الإنجليزية)